# Toulouse-le-Château
Toulouse-le-Château è un comune francese di 215 abitanti situato nel dipartimento del Giura nella regione della Borgogna-Franca Contea.

## Società

### Evoluzione demografica
Abitanti censiti